# Maryna Er Gorbach
Maryna Er Gorbach (1981, Kiev) es una directora de cine ucraniana.

## Biografía
Maryna Er Gorbach nació en Kiev en 1981. Estudió en la Universidad de Teatro, Cine y Televisión I. K. Karpenko Kary, en Kiev, (Kyiv National University of Theatre, Cinema and TV) y después de graduarse en 2006, asistió a las clases magistrales del maestro cinematográfico Andrzej Wajda en Polonia.
Su primer cortometraje The Jar de 2004 recibió premios en varios festivales internacionales. Su película de graduación The Debt, la estrenó  en 2006. Hizo su debut como directora de largometrajes en 2008 con Black Dogs Barking, Al igual que más tarde Luby Mene y Omar and Us, hizo la película junto con su marido el director turco Mehmet Bahadir Er.
Ganó el premio de dirección en la Competencia de Cine Dramático Mundial en el Festival de Cine de Sundance de 2022 por su película Klondike. Maryna Er Gorbach es miembro de la Academia de Cine Europeo desde 2017. Al igual que otros artistas ucranianos, Er Gorbach escribió una carta abierta en marzo de 2022 después de la invasión rusa de Ucrania, pidiendo el cese de la guerra.

## Filmografía
| Año  | Título             | Referencias |
| ---- | ------------------ | ----------- |
| 2009 | Black Dogs Barking | [ 8 ]       |
| 2013 | Love me            | [ 1 ]       |
| 2019 | Omar y nosotros    | [ 9 ]       |
| 2022 | Klondike           | [ 10 ]      |